# Emily Wells
Emily Wells (20 noiembrie 1981) este o renumită violonistă cunoscută pentru stilul desăvîrșit prin care a reușit să combine muzica hip-hop și cea clasică. În concertele sale folosește o serie de instrumente neconvenționale precum glockenspiels, sintetizatoare analogice și chiar jucării. Este singurul artist ce, în concerte, nu folosește niciun negativ fondul sonor fiind înregistrat live. 

## Biografie
Emily Wells s-a născut în Amarillo, Texas în familia unui profesor de muzică francez. În 1990 s-a mutat cu familia sa în Indianapolis, Indiana, unde va locui timp de 10 ani. După o ședere de 8 ani în Los Angeles și va stabili apoi reședința la New York, unde locuiește și în prezent.
Emily Wells a început să ia lecții de la vioară la vârsta de 4 ani și și-a editat singură primele albume. În anul 2000 a refuzat un contract de editare și impresariat cu renumita casă de discuri Epic Records.
Pînă la 13 ani editase deja 2 albume pe cont propriu însă albumele oficiale sunt considerate doar "Symphonies, Sleepyhead" și "Dirty".

## Televiziune și mass-media
La 17 septembrie 2009, Wells a acceptat să ofere un interviu și să cînte live "Symphony 1 in the Barrel of a Gun" în cadrul emisiunii Last Call with Carson Daly.

## Discografie
| Album                                     | Casă de discuri          | An   |
| ----------------------------------------- | ------------------------ | ---- |
| Midori Sour                               | Self-Released            | 1999 |
| Music for Geek Love                       |                          | 2004 |
| Making Static                             |                          | 2005 |
| Beautiful Sleepyhead & the Laughing Yaks  | Edub Productions         | 2007 |
| The Symphonies: Dreams Memories & Parties | Creative Control Records | 2008 |
| Dirty (EP)                                | Released 26 mai 2009     | 2009 |
| Mama                                      | Partisan Records         | 2012 |